# Leonid Grișciuk
Leonid Petrovici Grișciuk (n.16 august 1941, Jitomir, Ucraina — d. 13 septembrie 2012, Cardiff, Marea Britanie) a fost un astrofizician sovietic și britanic de origine ucraineană, discipol al profesorilor Abram Zelmanov și lui Yakov Borisovich Zeldovici (n.1941). A absolvit Universitatea din Moscova (1964). Fost membru ULCT. Doctor în științe fizico-matematice, profesor la Institutul Astronomic al Universității din Moscova și la Universitatea din Cardiff, Marea Britanie.  A cercetat radiația cosmică de fond, undele gravitaționale, expansiunea universului, detectori de unde gravitaționale]], gravitația, cuantificarea gravitației. Membru al Uniunii Astronomice Internaționale, al Societății Europene de astronomie, al Societății Internaționale de gravitație și relativitate generală. A fost un apărător fervent al teoriei relativității generale einsteiniene 

#### Despre
- Alexei Găină: Verochka Zingan, sau amintiri despre Universitatea din Moscova (în rusă)
- Alexei Găină: Ceva nu e bine în Ucraina (în rusă)

#### Fotografii
1. ↑  Alexei B. Gaina, Some forgotten relativists,15th Marcel Grossmann Meeting, Rome, 2018  Arhivat în 15 februarie 2020, la Wayback Machine.